# Закляті друзі (серіал)
«Закляті друзі» (рос. Заклятые друзья) — російськомовний комедійний детективний телесеріал знятий в Україні. Телесеріал є адаптацією популярного іспанського телесеріалу «Ольмос і Роблес». Сюжет телесеріалу обертається навколо пригод двох слідчих поліції, які розслідують серію містичних злочинів у невеликому містечку.
Прем'єра першого сезону телесеріалу в Україні відбувалася на телеканалі ICTV 21 квітня 2020 року. Прем'єра першого сезону телесеріалу в Росії має відбутися впродовж 2020 року на TBA телеканалі.

## Сюжет
Столичного поліцейського Роберта відправляють в провінцію розібратися із загадковою справою. Роберт — харизматичний красень, найкращий в своєму відділі. Він займався найгучнішими злочинами міста, вистежував найнебезпечніших бандитів і розсекречував наркокартелі. Його відправляють в глухе містечко, щоб допомогти місцевим слідчим знайти злодіїв.
Компаньйоном в розслідуванні призначають місцевого слідчого Попеску, людину чесних правил, але не дуже досвідченого в кримінальних справах. Крім Попеску, в поліцейському відділі працює Охламонов — добродушний і веселий поліцейський, від якого, правда, більше проблем, ніж допомоги. Вони вже довгий час намагаються вийти на слід загадкового злочинця, але всі спроби були марні. Адже в містечку десятками років не відбувалося нічого кримінального. До того ж пригнічує безпросвітна закостенілість самого містечка. Воно ніби залишилося в минулому столітті: поліцейські досі оформляють справи на друкарській машинці і підшивають їх у потьмяніли папки. Професіоналу Роберту спрацюватися зі старомодними поліцейськими і знайти лиходіїв без технічної допомоги буде не просто.

## У ролях
Три головний ролі телесеріалу зіграли російський актор литовського походження Джеймс Тратас, російський актор білоруського походження Сергій Новицький, та український актор, екс-зірка "Дизель Шоу", Олег Іваниця.
| Актор             | Роль      |
| ----------------- | --------- |
| Джеймс Тратас     | Роберт    |
| Сергій Новицький  | Попеску   |
| Олег Іваниця      | Охламонов |
| Михайло Жонін     | Неврозов  |
| Тамара Антропова  | Жанна     |
| Тетяна Коновалова | Ірина     |
| Ігор Тільтіков    | Ворчун 1  |
| Василь Мазур      | Ворчун 2  |
| Олеся Островська  | Катя      |

## Головні герої
Роберт - досвідчений столичний детектив, колишній спецпризначенець, який розшукував тільки найнебезпечніших злочинців. Коли у тихій провінції раз у раз трапляються загадкові злочини, Роберта  відправляють туди знайти небезпечного вбивцю. Поліцейський звик працювати з технічною підтримкою, проте у віддаленому містечку йому доведеться покладатися тільки на свої сили, адже він потрапляє ніби в минуле століття. Слідчі тут досі оформляють справи на друкарській машинці і підшивають їх у потьмяніли теки, користуються дисковим телефоном і старим фотоапаратом. 
Попеску – провінційний слідчий, який за довгі роки роботи не стикався зі справжніми злочинами, а тільки читав про них зі сторінок детективів. Робочий день він починає з перевзування в домашні капці, перегляду старих журналів, а впродовж дня інколи відповідає на дзвінки та заварює собі чай.  Головна зброя місцевого детектива - добродушний сміх і допитливість. Начитавшись детективних романів, він мріє вийти на слід серійного вбивці, проте коли у тихій провінції стається страшний злочин, одразу непритомніє на місці злочину. Без допомоги професіонала зі столиці йому не впоратися. 
Охламонов – напарник Попеску. Так само як і його колезі, йому не доводилося ловити небезпечних злочинців у глухих закутках рідного містечка. Та й для лінивого поліцейського це справа зовсім не цікава. Охламонов полюбляє смачно поїсти і відпочити від просиджування за столом у кабінеті.  
Герой наївний і трохи недолугий, хоча не розуміє цього і вважає себе неабияким розумником. Через свою доброту вірить, що й інші не здатні на погані вчинки і не помічає, як його зраджує дружина. 

## Виробництво

### Оригінал-першоджерело
«Закляті друзі» є українською адаптацією іспанського детективного телесеріалу «Ольмос і Роблес» (ісп. Olmos y Robles). Оригінальний іспанський телесеріал було відзнято студією 100 Balas для телеканалу TVE й його прем'єра відбулася на телеканалі La1 8 вересня 2015 року.
Адаптацією російськомовної версії телесеріалу займалася українська продакшн-студія PRO-TV. Робочою назвою серіалу була «Роберт і Попеску», за аналогією з оригінальною версією телесеріалу.

### Фільмування
Спеціально для зйомок серіалу на одній з найбільших в Україні кіностудій Victoria Film Studios побудували цілий квартал, що нагадує стару Одесу. Для відтворення старовинної атмосфери задіяли багато раритетних речей, серед яких костюми XIX столітті, Середньовічні обладунки та предмети побуту минулих років.

## Реліз
Перший сезон телесеріалу складається з 16 серій. Прем'єра першого сезону телесеріалу в Україні відбувалася на телеканалі ICTV 21 квітня 2020 року. Прем'єра першого сезону телесеріалу в Росії має відбутися впродовж 2020 року.